# مازن عثمان
مازن إبراهيم عثمان، لاعب كرة قدم سعودي يلعب في نادي عفيف.

## مسيرة اللاعب
مثل النادي الأهلي في الفئات السنية وإنتقل إلى نادي القادسية مطلع عام 2017 ولعب معهم موسم و وقع في عام 2018 مع نادي ضمك و وقع مع نادي الخليج في عام 2019 و انتقل إلى نادي الشعلة في عام 2020 ووقع مع نادي طويق في عام 2023 ولعب بعدها مع نادي عفيف.